# EfACE
efACE（イーフェース）は、川崎重工業車両カンパニー（後の川崎車両）が開発した標準型鉄道車両（アルミニウム合金製車両およびオールステンレス車両）のブランド。efACEとは、Environmentally Friendly Advanced Commuter & Express trainを略したものである。

## 概要
鉄道車両は、国や地域、鉄道事業者（鉄道会社）ごとの制約条件やニーズによって、先頭形状・内装・寸法などの車両の仕様が大きく異なり、それに応じて車両を製作していたため、製作コストや作業時間が掛かっていた。そこで、このefACEでは、柔軟に車両の各構体（先頭構体・妻構体・側構体・屋根構体・台枠）の寸法や内装・機器類などの位置を変更することが可能となるよう、車両の各部位をモジュール化するとともに、それらの取付要領を統一化することによる標準型の車両にすることで、鉄道事業者の制約条件やニーズに対応して、車両をカスタマイズし、先頭形状・内装・寸法が全く異なる車両でも、作り方を同一化することが可能となり、製作コストや作業時間の低減を図ることができるだけでなく、鉄道事業者のきめ細かいニーズにも対応することができるようにした。また、車両構体完成後に行われる艤装の工程においては、別の場所であらかじめ組み立てておいたモジュール部品をそのまま車体に取り付けるほか、部品構成を種類や数量を減らしたシンプルな構成とし、車体に取り付ける際には、調整作業と呼ばれる特殊な技能が不要になるなどの作業の合理化が可能となるようにしてある。　
efACEはアルミ構体とステンレス構体の2つがあり、両者とも同じコンセプトとしている。

### アルミ構体
共通形材として中空押出し形材を使用したダブルスキン構造であるが、車体の側構体は、ダブルスキンの中空押出し形材の中空部の補強を、斜めのトラス配置から外側と内側の外板を繋ぐ形の垂直配置とした｢ハモニカ形状形材」を使用している。これにより生まれた四角い断面の中空構造は、機器・内装品を締結するボルトを埋め込むための溝として活用が可能であり、別に固定用の溝を内側に突出して設けている斜めのトラス配置の構造と比べて室内空間を有効に使用できる。接合部は、従来のダブルスキン構造では外側と内側の外板の2カ所で接合していたのを、厚板構造として1カ所（シングル継手）で接合している。屋根構体は、空調機器などの重量による曲げ作用を考慮してトラス断面の形材を使用するが、吊溝レールを凹型にすることで艤装の邪魔にならないような形状とした。
ハモニカ形状形材は、オフセット衝突に対する性能や遮音性能について従来のトラス断面構造と同性能を達成している。

### ステンレス構体
基本的には従来の軽量ステンレス構造であるが、骨組み同士と外板との接合にレーザー溶接を採用しており、長手方向の骨組みを｢ロールフォーミング｣と呼ばれる加工方法で製作した後に、その一部に長穴を設けることで、アルミ構体で使用されるダブルスキンの中空押出し形材を使用した自由度の高い内装の固定方法をステンレス構体でも採用している。

## efACEの採用例

### アルミ構体
- JR西日本683系電車[注 3]
- 京阪3000系電車（2代）[注 4]・13000系電車
- 東京メトロ16000系電車[注 5]
- 山陽電気鉄道6000系電車
- 東武500系電車
- 西武40000系電車
- 神戸市交通局6000形電車
- 横浜市交通局10000形電車の2次車
- 東京都交通局12-600形電車の3次車
- 福岡市交通局4000系電車

### ステンレス構体
- JR西日本225系電車（川崎重工→川崎車両製造分）
- JR西日本227系電車（同上）
- JR西日本323系電車（同上）
- JR西日本521系電車（同上、3次車のみ）
  - あいの風とやま鉄道521系1000番台
- JR東日本GV-E400系気動車
- JR北海道733系電車
- JR北海道H100形気動車
- JR四国8600系電車
- JR四国2600系気動車
- JR四国2700系気動車
- JR九州YC1系気動車
- 大阪市交通局30000系電車（御堂筋線用、第1・4・5編成以外）
- 神戸電鉄6000系電車
- 神戸電鉄6500系電車
- 西鉄9000形電車
- 横浜市交通局4000形電車

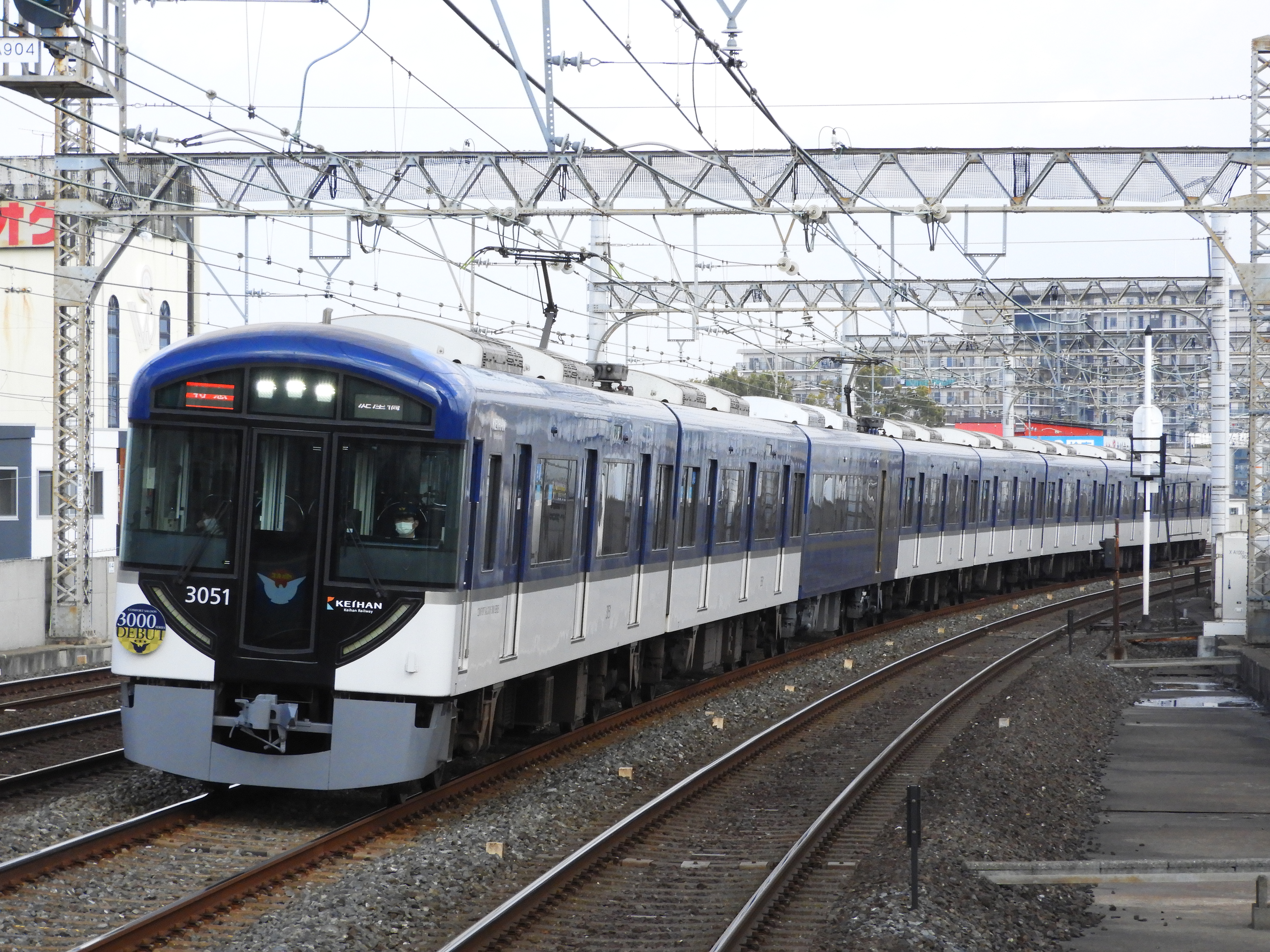
京阪3000系（2代）
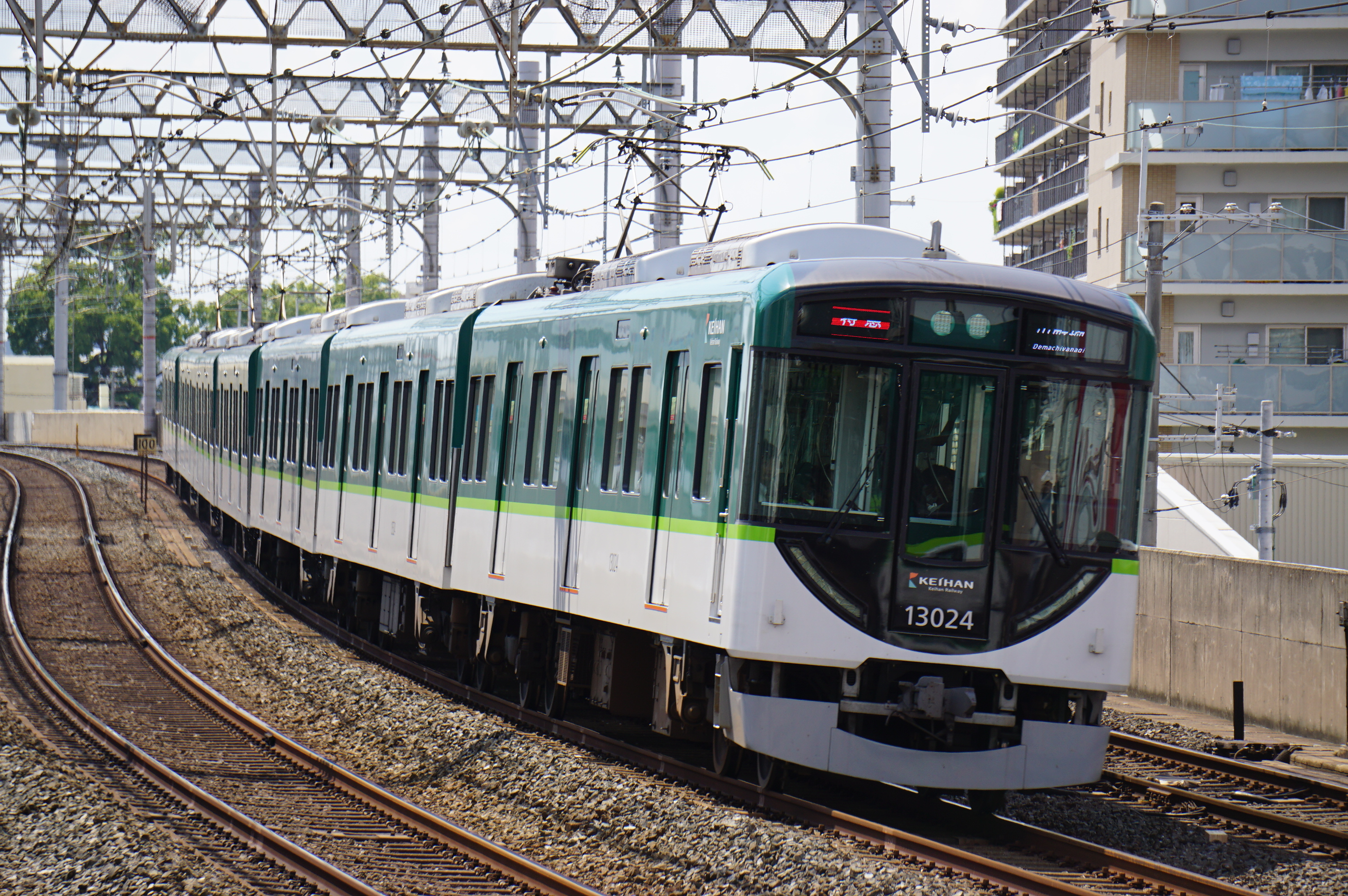
京阪13000系
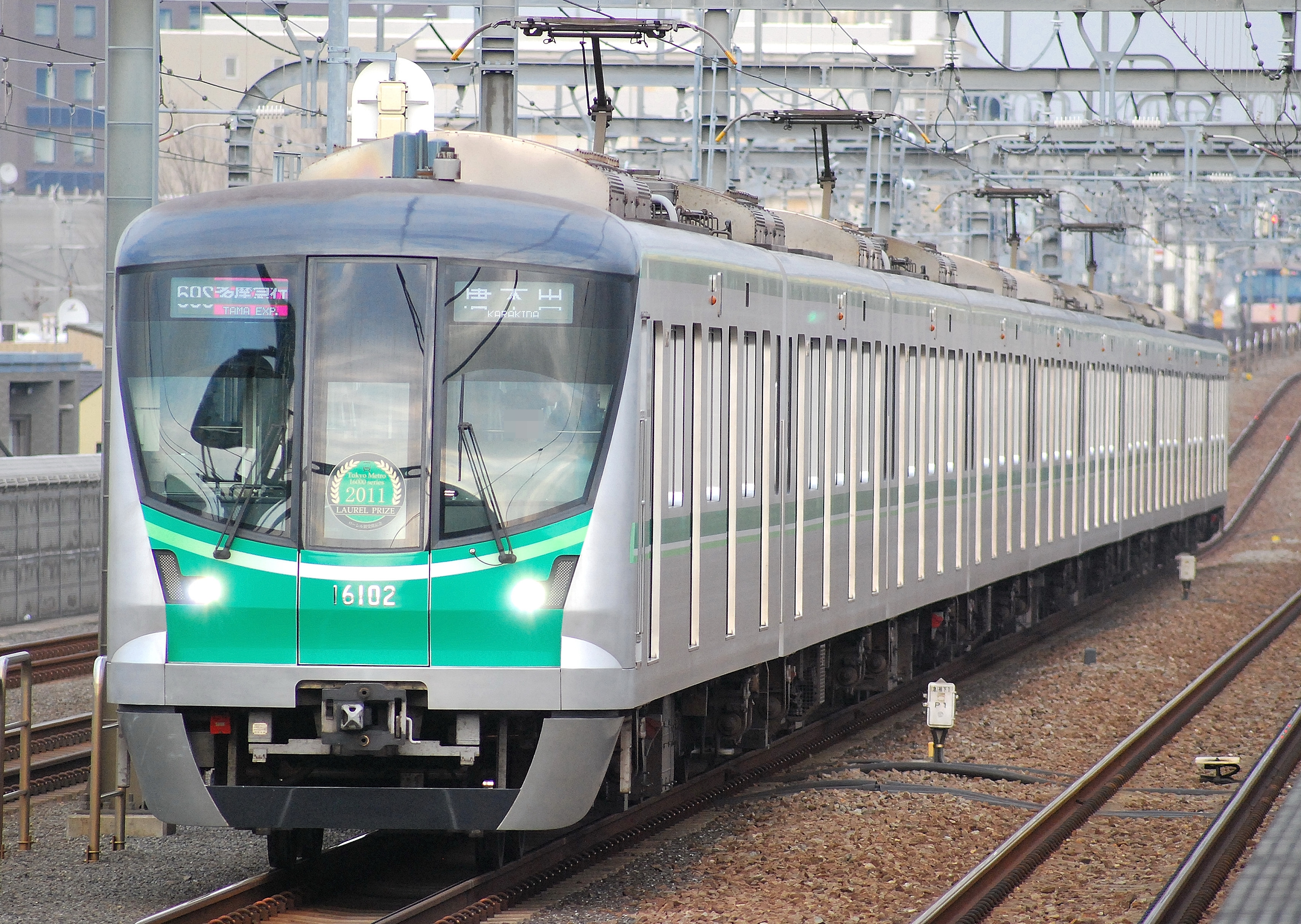
東京メトロ16000系
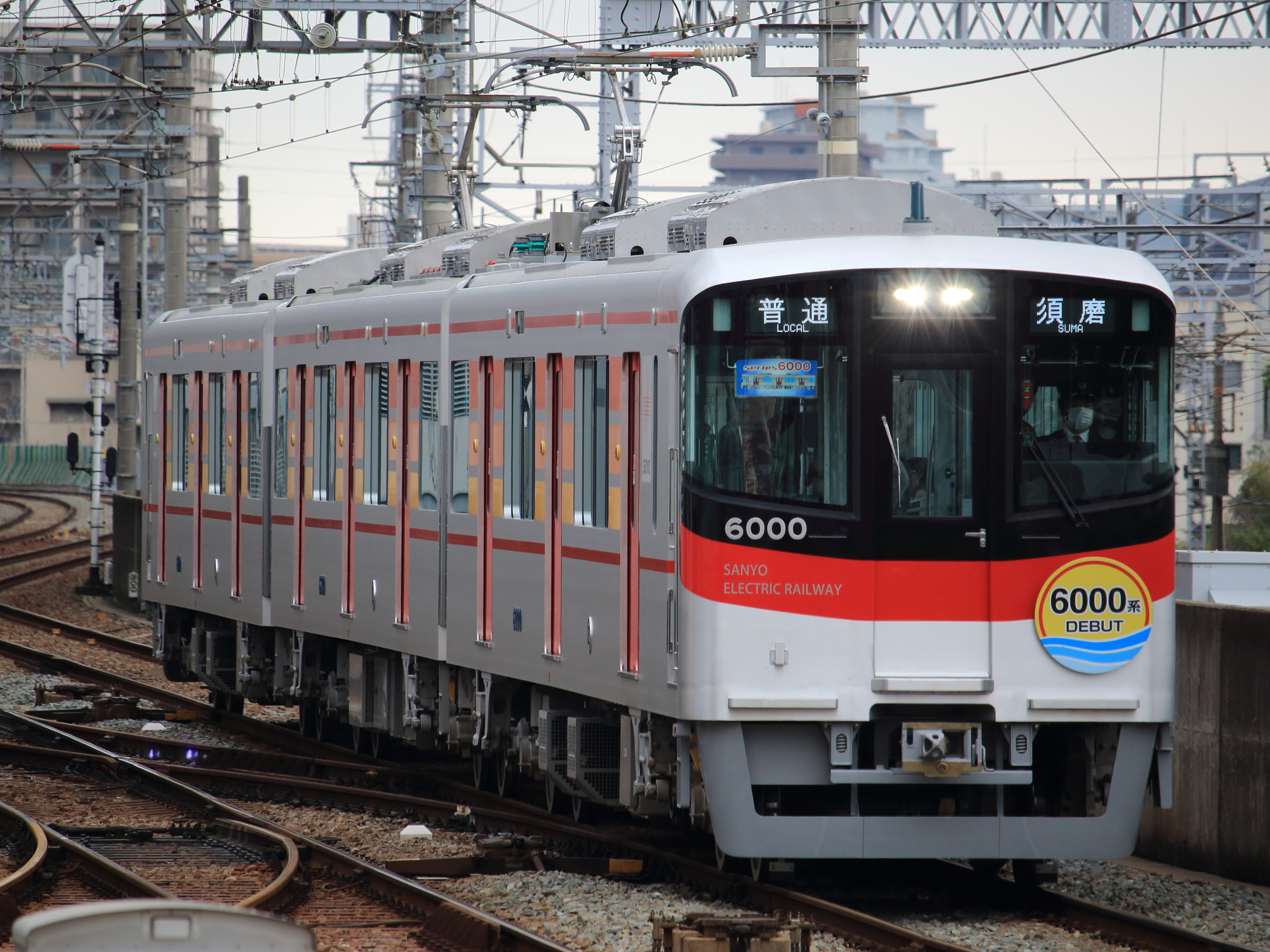
山陽電気鉄道6000系
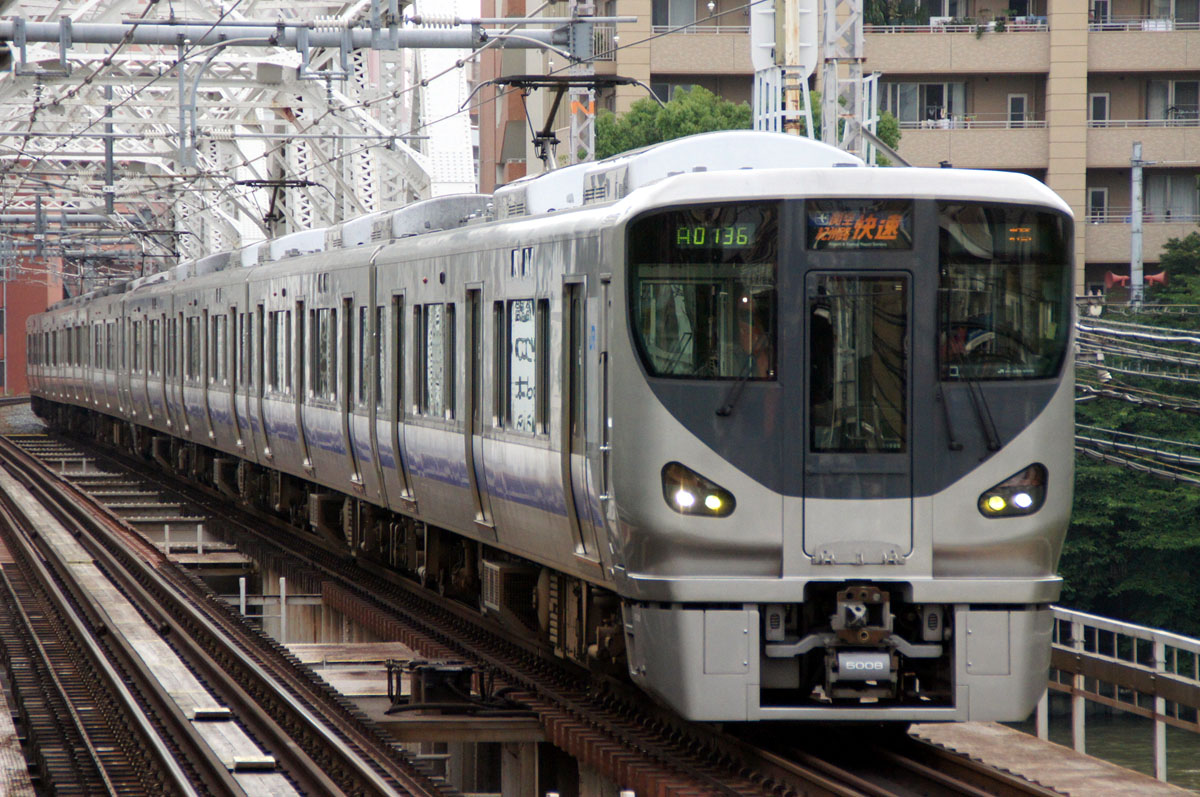
JR西日本225系
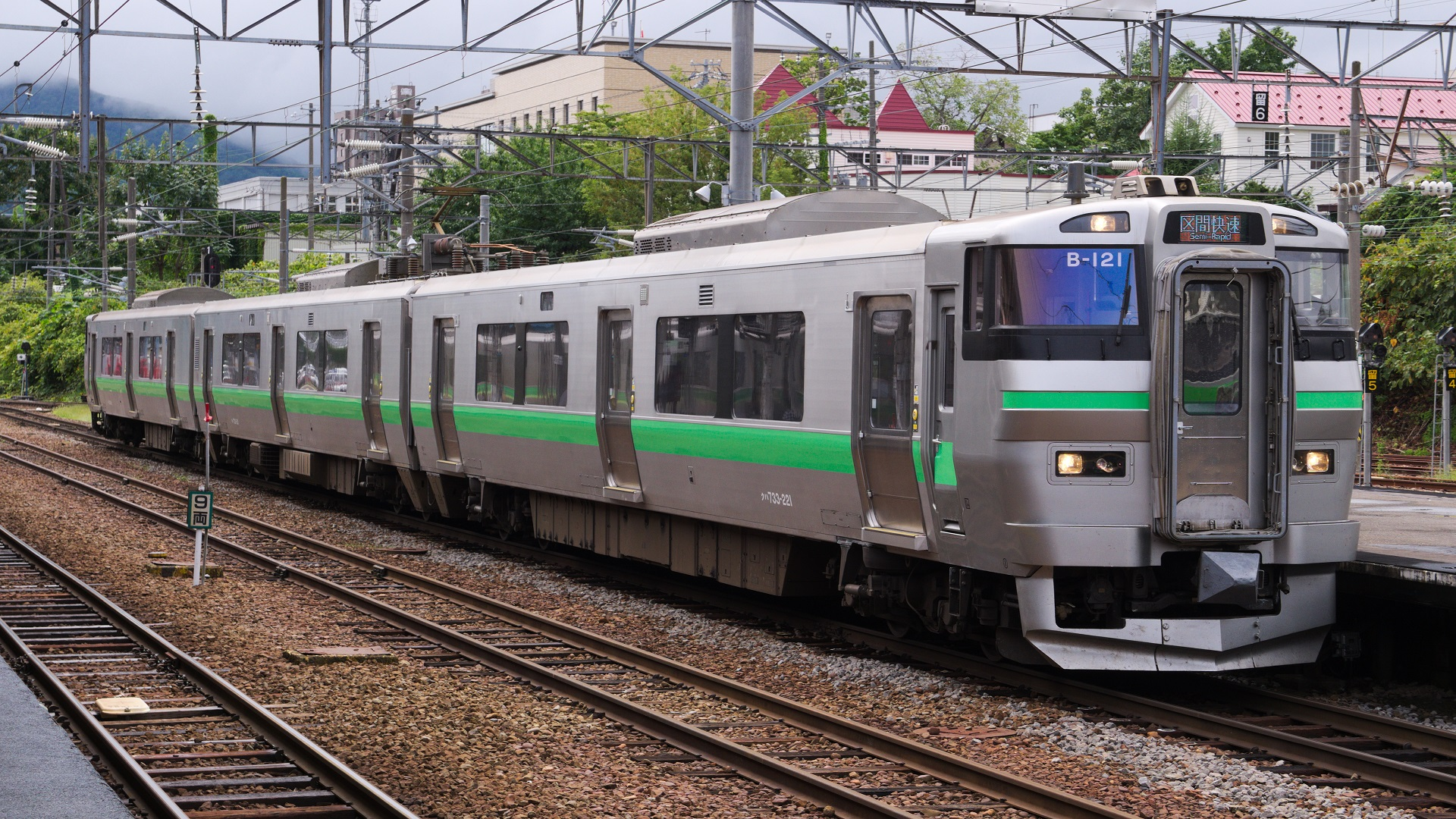
JR北海道733系
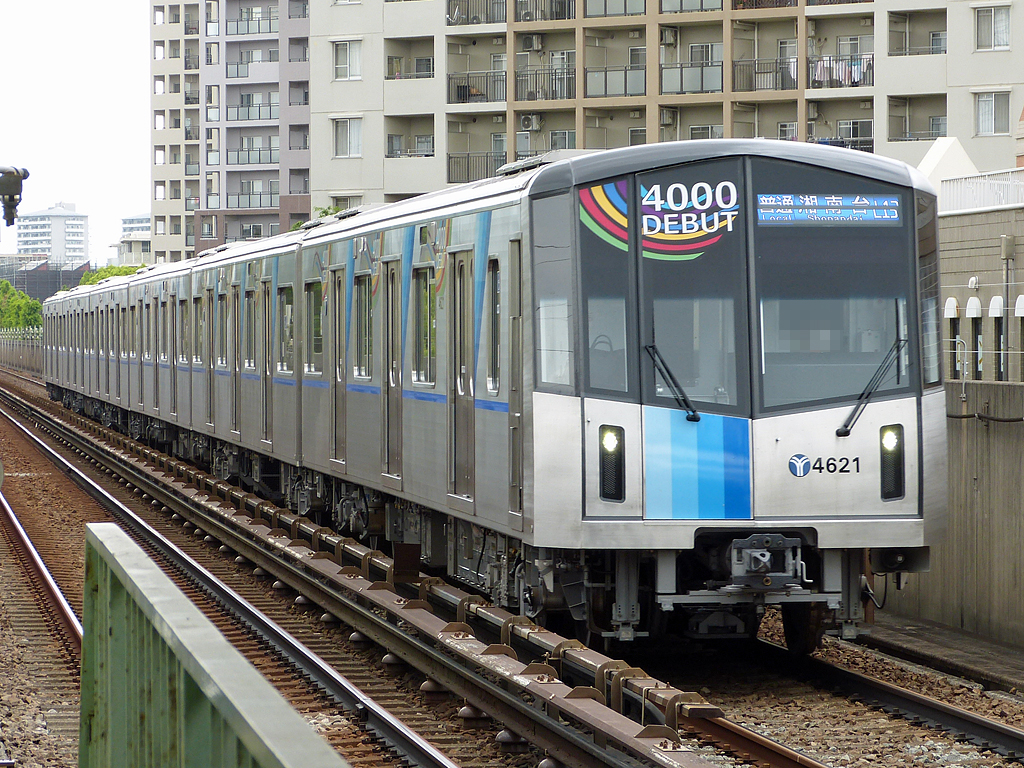
横浜市交通局4000形
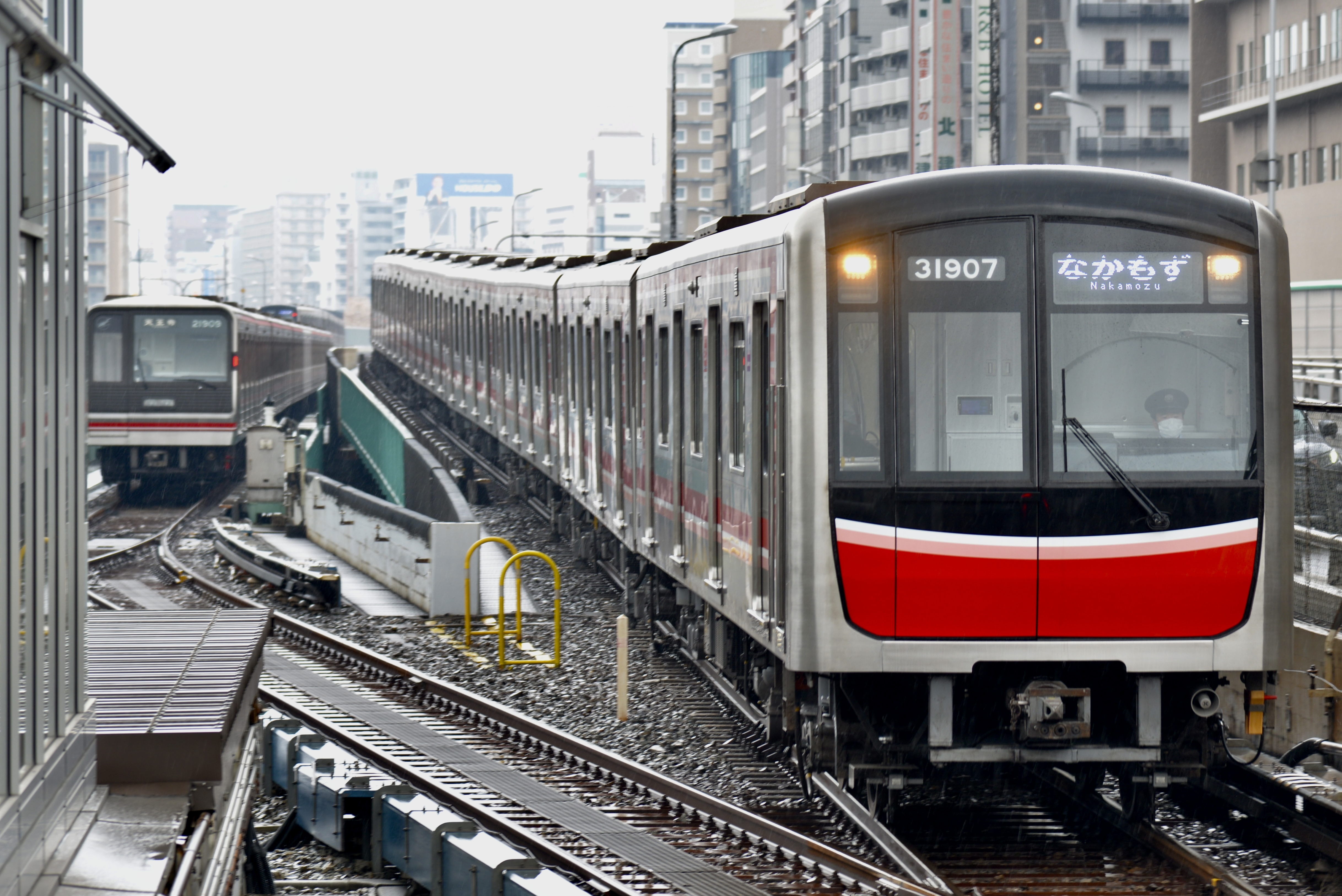
大阪市交通局30000系電車